# Gert-Jan Kraaijeveld
Gert-Jan Kraaijeveld (Dordrecht, 1968) is een Nederlands topkorfballer en korfbalcoach. Als speler won hij verschillende prijzen bij Deetos. Na zijn carrière als speler werd hij korfbalcoach bij verschillende clubs, maar ook als assistent bondscoach van Nederland. Thans is hij werkzaam als adjunct-directeur bij het KNKV in Papendal. Daarnaast is hij sinds september 2023 voorzitter van de sportraad in Dordrecht.

## Speler
Kraaijeveld speelde zijn spelerscarrière bij Deetos uit Dordrecht. Daar was hij een onderdeel van de succesvolle selectie in de jaren '90. In dezelfde selectie speelden bijvoorbeeld Hans Leeuwenhoek, Oscar Mulders, Mirelle Fortuin, Jacqueline Haksteen en Anouk Brandt. Als speler won Kraaijeveld 4 zaaltitels, 3 Europacups en 1 veldtitel.

## Erelijst
- Landskampioen zaalkorfbal, 4x (1991, 1993, 1994 en 1995)
- Europacup zaalkorfbal, 3x (1994, 1995 en 1996)
- Landskampioen veldkorfbal, 1x (1999)

## Coach
Na zijn carrière als speler werd Kraaijeveld coach. Zo begon hij met coachen bij ADO uit 's-Gravendeel. Daarna werd hij in 2002 coachTOP.
In 2005 ging hij aan de slag als hoofdcoach bij zijn eigen club van vroeger, Deetos. Deze club speelde toen in de nieuw opgerichte Korfbal League, het hoogste niveau in de zaal. In 2007 ging het echter mis. Gedurende het seizoen had Deetos het lastig en er moest worden gekeken naar een degradatie-plek. De club greep in en slachtofferde Kraaijeveld. Die werd in februari ontslagen, in de hoop om degradatie af te wenden.
In 2008 werd Kraaijeveld aangetrokken als hoofdcoach bij Fortuna uit Delft. In de 2 seizoenen dat Kraaijeveld hier coach was, loodste hij de ploeg 2 keer naar Ahoy. Echter speelde het beide keren de kleine finale, de wedstrijd om plek 3 en 4. Zowel in 2009 als in 2010 won Fortuna de kleine finale, waardoor het 2 jaar op rij de nummer 3 van Nederland werd.
Na deze periode brak een nieuwe fase aan voor Kraaijeveld. Van 2010 t/m 2014 was hij assistent bondscoach onder Jan Sjouke van den Bos.
In die periode maakte hij 1 WK (2011), 1 World Games (2013) en 1 EK (2010) mee. In alle gevallen werd Nederland kampioen.
In 2014 keerde Kraaijeveld terug als hoofdcoach bij Deetos. De club was ondertussen gedegradeerd uit de Korfbal League en wilde zo snel mogelijk terug naar het hoogste niveau.
In 2018 lukte het Kraaijeveld om met Deetos te promoveren naar de Korfbal League. Deetos was dat seizoen kampioen geworden in Hoofdklasse B en won in het duel voor directe promotie van tegenstander Dalto met 1 punt verschil.
Zodoende kwam Deetos in 2018-2019 weer uit op het hoogste niveau, maar dit duurde niet lang. In dit eerste seizoen terug degradeerde het weer meteen. De ploeg had namelijk slechts 2 punten verzameld.
Kraaijeveld had al aangekondigd dat hij na 2018-2019 zou stoppen bij Deetos. Na 5 jaar vond hij het tijd voor een nieuw gezicht voor de ploeg.